# Лихтенхайнский водопад
Лихтенхайнский водопад (нем. Lichtenhainer Wasserfall) — водопад, который находится в долине реки Кирнич и является одним из самых известных туристических мест Саксонской Швейцарии.

## История

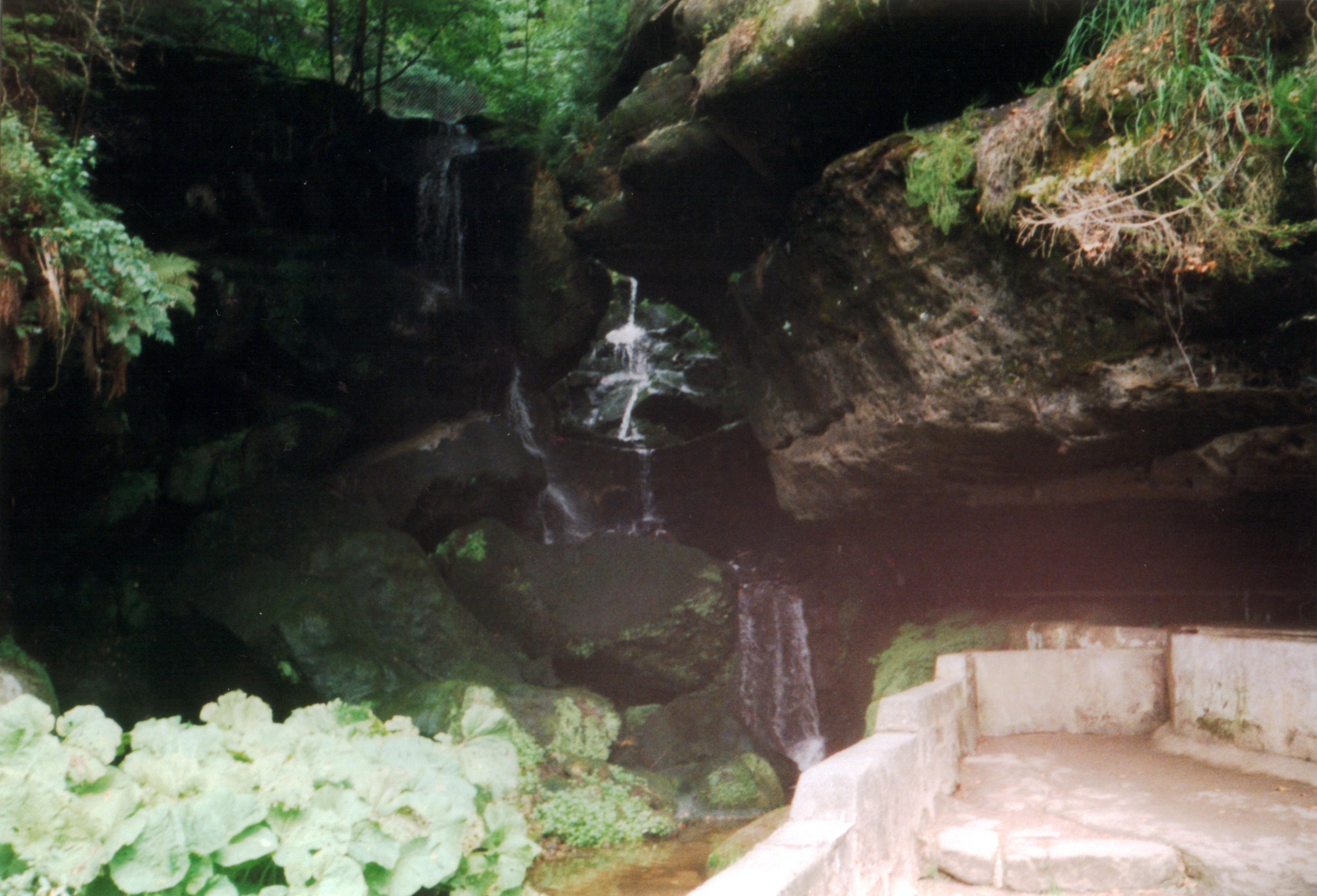
Лихтенхайнский водопад — вода набегает

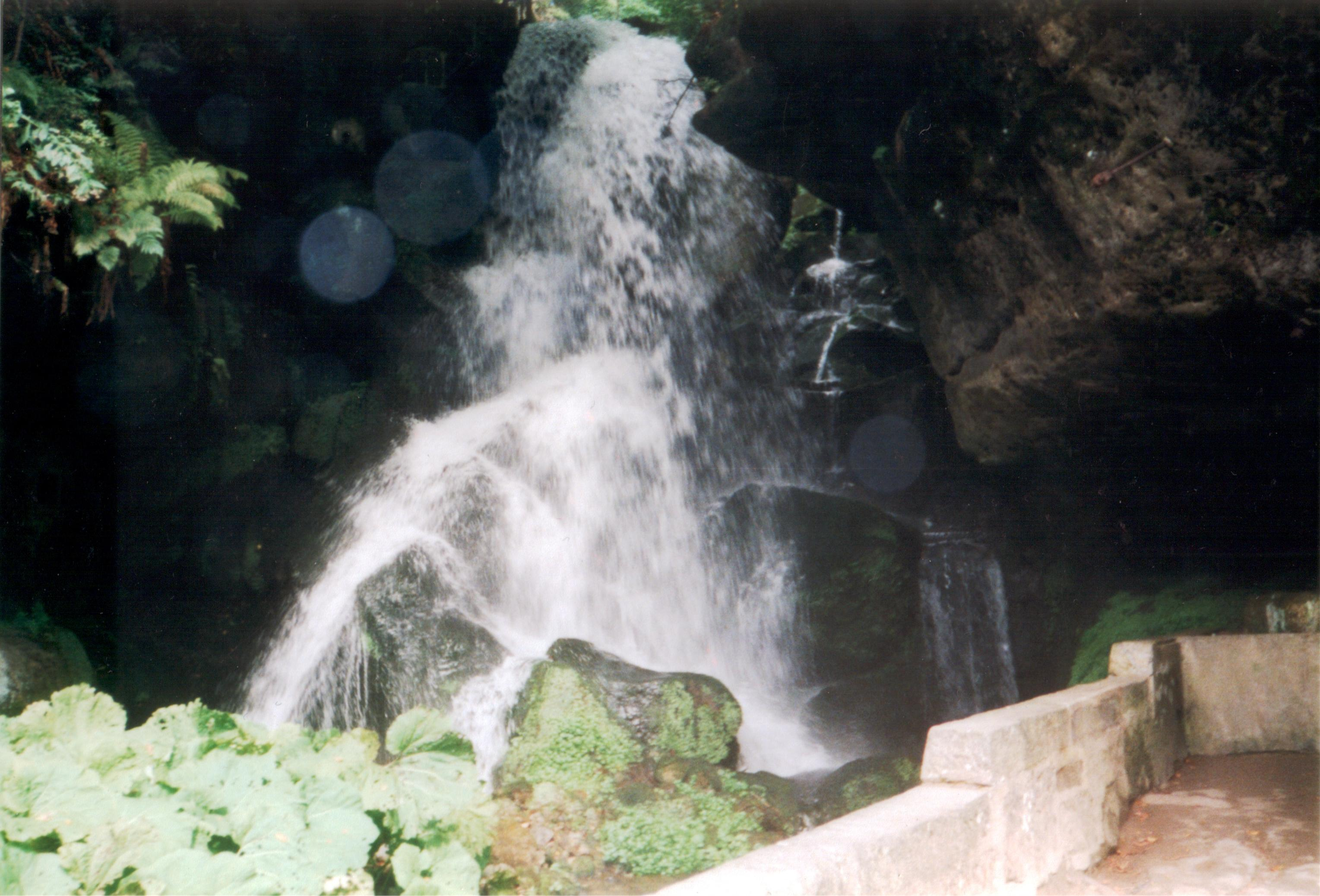
Лихтенхайнский водопад — вода бежит

### Первое упоминание
Вильгельм Лебрехт Гётцингер, хронист Саксонской Швейцарии, упомянул водопад уже в 1812 году в своём труде «Шандау и его окрестности».

### Развитие
Первоначально естественный маленький водопад Лихтенхайнского деревенского ручья, расположенный высоко на песчаниковых скалах над долиной реки Кирнич, не вызывал особого интереса со стороны туристов. Поэтому его решили запрудить в 1830 году задвижной плотиной. Плотиной управлял один житель деревни, который открыл маленький ресторан возле водопада и за деньги открывал плотину. Здание ресторана было построено в 1852 году.
Туристические гиды и носильщики кресел в XIX веке на этом месте предлагали свои услуги. Исторический прейскурант с ценами от 2 до 5 золотых марок — в зависимости от расстояния — до сих пор висит в деревянной будке около водопада.
Лихтенхайнский водопад был одним из главных исторических туристических аттракционов в Саксонской Швейцарии. После открытия узкоколейного Кирничтальбан в 1898 году его посетили сотни тысяч туристов.
В 1994 историческая плотина была отреставрирована. С тех пор каждые полчаса под музыку «открывальщик водопада» в течение трёх минут воду спускают вниз.

## Туристические цели в окрестности
Множество туристических тропинок начинается у водопада, который также является конечной остановкой Кирничтальбана. Отсюда начинаются тропы:
- на Кушталь, 30 минут;
- Историческая учебная тропа Flößersteig (15 км);
- Тропа художников, по которой ходили художники нескольких поколений, от Каспара Давида Фридриха до Отто Дикса;
- Гросер Винтерберг.

## Карта
- Kompass Wander-und Bikekarte Sächsische Schweiz/Westliche Oberlausitz, 1:50.000, ISBN 3-85491-633-7